# Kibble-mérleg
A Kibble-mérleg (ejtsd: kibl, korábbi nevén: Watt-mérleg) lehetővé teszi a tömeg mértékegységének meghatározását általános fizikai állandók alapján.
Megvalósítása a brit országos fizikai laboratórium (NPL) egyik munkatársa, dr. Bryan Kibble (1938–2016) ötletéből származik. Az eszköz a már korábban alkalmazott Amper-mérleg továbbfejlesztése.

## Elnevezése
Dr. Bryan Kibble 2016-ban halt meg. Az ő tiszteletére változtatták meg a műszer elnevezését Watt-mérlegről Kibble-mérlegre.

## Az Amper-mérleg
Az áramerősség mértékegységének elektrodinamikai meghatározásához hosszú időn át alkalmazták az Amper-mérleget. Ennek egyik serpenyőjében egy hitelesített mérlegsúly helyezkedett el. Másik serpenyője helyén egy sokmenetű tekercs lebegett egy állandó mágnes terében. A tekercsben folyó áram a Lorentz-erő törvénye alapján erőhatást hozott létre, lehetővé téve ezzel az erő és az áramerősség közti kapcsolat kiértékelését. Az erőnek a kétkarú mérleg elve alapján azonosnak kellett lennie a mérlegsúlyra ható gravitációs erő értékével.

## A tömeg etalonjával kapcsolatos gondok
A tömeg első nemzetközi etalonját 1799-ben határozták meg (Kilogramme des Archives). Ez az etalon platinából készült. Ezt helyettesítette Henri Tresca ötlete alapján a kilogramm közismert etalonja, amely már platina-irídium ötvözetből készült. Ennek első példánya az International Prototype of the Kilogramm (IPK), amely 1874-ben készült, és 1889-ben törvényesítették. Az új etalon tömegének azonosnak kellett lennie az első platina kilogramm tömegével, tehát elvileg kétszáz év alatt nem lett volna szabad változnia. A 20. században  begyűjtötték a világ különféle mérésügyi hatóságaitól a kilogramm etalonokat, és vizsgálni kezdték azok értékének változását. A mérések kimutatták, hogy csaknem mindegyik, de a központi kilogramm etalon is változó tömegűnek bizonyult. Ennek több magyarázata is van. Részben a rátapadt szennyeződések növelték a tömegét. Részben a kopások, súrlódások csökkentették tömegét. Nyilvánvalóvá vált, hogy az állandóan változó tömegű nemzetközi etalon tömegét kénytelenek állandónak tekinteni, hiszen ez a mértékegységrendszer egyik alappillére.
A kilogramm mértékegységnek új meghatározást kellett keresni.

## Az univerzális fizikai állandók értéke
A 20. század végére a méréstechnika által elért pontosság túllépte a kilogramm etalon mérésének mérési bizonytalanságát. Felmerült az igény, hogy rögzítsék azok értékét az elérhető legnagyobb pontossággal, méghozzá úgy, hogy azokhoz mérési bizonytalanság nem rendelhető, tehát végtelenül pontos értékek legyenek. Másrészt ki kellett választani közülük azokat, amelyek univerzális (általános) értékűnek tekinthetők, tehát sem az idő, sem a tér, sem a relativisztikus mozgás, sem az ősrobbanás után létrejött változások (az Univerzum kora és gyorsuló tágulása) nem befolyásolják. Értékük anyagi tulajdonsághoz nem kötődik, nagyságukat semmilyen térerő nem befolyásolja. Ezen konstansok közül ki kellett választani azt az egyet, amely a kilogramm definícióját változatlanná teszi, és építeni kellett egy olyan mérőeszközt, amely ezen állandó és a kilogramm közötti kapcsolatot képes meghatározni.
Einstein törvénye elő megközelítésében már lehetőséget ad, ha a fény sebességéből indulunk ki.
{\displaystyle E=m\cdot c^{2}}, illetve {\displaystyle E=h\nu }. Itt már szerepel a Planck-állandó, de hiányzik a ν (nű) frekvencia értéke.

## Lehetőségek a kilogramm pontos értékének rögzítésére
A 20. század végén a következő lehetőségeket vizsgálták meg.
Az Avogadro-kísérlet. Egy szilícium egykristályból készült gömb rácsállandóját ismerve meg tudjuk határozni, hány darab atomból áll, és meg tudjuk mérni a tömegét. Az egyetlen (a 28-as) izotópot tartalmazó etalon atomtömege kapcsolatot teremt a darabszám és a tömeg között.
Az elemi töltés nagysága. Az arany egyik izotópjának mozgása elektromos térben a következőképpen mérhető. Az ionizált atomok mozgása által keltett elektromos áram, az elemi töltés nagyságának ismerete, és a célpontba becsapódó aranyionok tömege között kapcsolatot lehet teremteni.
A Watt-mérleg. Kibble rájött arra, és 1975-ben nyilvánosságra is hozta, hogy az Amper-mérleget kiegészítve mérőeszközt lehet építeni, amelynél az áramerősség és a feszültség egyaránt mérhető, szorzatuk pedig nem más, mint a Watt mértékegység. A világ vezető laboratóriumai versenybe szálltak abból a célból, hogy más-más megvalósítási formában építsék meg ezt az új mérőeszközt.  A legsikeresebb mérésügyi intézetek között említik az amerikai NIST, a brit NPL, a svájci METAS laboratóriumát, de állta a versenyt a francia mérésügyi laboratórium is, az LNE (Laboratoire National de Métrologie et d'Essais). A kísérletek felhasználták a kriogén környezetet, a szupravezetést, és sok hasonló körülményt. Például az ékeken támaszkodó kétkarú mérleget kör alakú tárcsával helyettesítették, hogy a mérleg súrlódása minél kisebb mértékben befolyásolja a mért mennyiséget.

## A mérleg működési elve

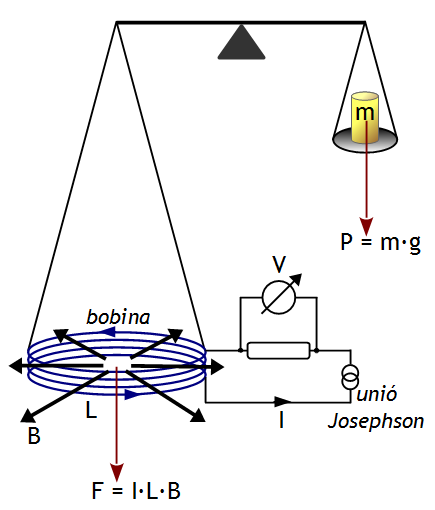
Nyugvó mérleg
A Josephson-ellenálláson átfolyó áramot a feszültségkülönbség mérésével határozzuk meg. Az ábrán a kettős hurok az ún.n áramgenerátor jele

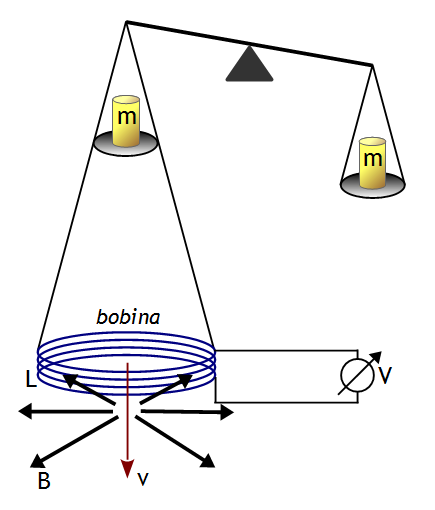
Mozgó mérleg
A feszültséget precíziós voltmérő méri. A v sebességet Michelson-komparátorral határozzák meg

Az alapgondolat értelmében építeni lehet egy nyugvó és egy mozgó mérleget, mindkettőt úgy, hogy az engedékeny felfüggesztésű, villamos áram által átjárt tekercsből készüljön.
A nyugvó mérlegnél (weighting experiment) a tekercsen átfolyó áram és egy mágnes közti kölcsönhatás erőt hoz létre.
{\displaystyle F=I\cdot l\cdot B} (Lorentz-erő), ahol
F az erő, I az áramerősség, l a tekercs hossza és B a mágneses indukció. Ez a erő egyensúlyt tart a másik mérlegkar végén elhelyezett mérlegsúllyal. Az erre ható erő
{\displaystyle F=m\cdot g},
ahol m a mérendő tömeg, g a nehézségi erőtér nagysága. Az egyensúlyt kifejező képlet tehát
{\displaystyle m\cdot g=I\cdot l\cdot B}
A másik eszköz a mozgó mérleg (moving experiment). Ez ismert hosszúságú tekercsből áll, amely ismert nagyságú B mágneses indukció hatása alatt áll. Amennyiben ismerjük a tekercs lengésének v sebességét, az indukált feszültség kiszámítható, illetve mérhető.
{\displaystyle U=B\cdot l\cdot v} (Elektromágneses indukció)
A mérleg másik karját ezúttal is az m·g súlyerő teheli. Mivel a tekercs hossza és a B mágneses indukció azonos, ezért azok az eredményt nem befolyásolják, az egyenletből kiesnek. Számítva az áramerősség és a feszültség szorzatát a következő eredményre jutunk:
{\displaystyle U\cdot I=m\cdot g\cdot v} (ez a magyarázata annak, hogy miért nevezték Watt-mérlegnek)
Ezen a ponton már látható, hogy a mérés kiértékeléséhez feltétlenül szükséges a földi nehézségi gyorsulás lokális értékének ismerete. Ezt mikrogaviméterekkel meg is kell mérni. Néhány adat a készülék méreteire vonatkozóan:
- mágneses indukció B= 0,5 T
- a tekercs átmérője 250 mm
- a tekercs menetszáma 1060
- az áramerősség 13 mA
- az áramerősséget stabil áramforrásból 100 ohm értékű ellenálláson át kapja a rendszer, mert ez így megfelel a kvantum Hall ellenállás etalonnak
- a feszültséget két feszültségforrás szolgáltatja 1,2 V és 1,5 V értéken, a mért értékkel nulldetektor (kompenzátor) hasonlítja össze
- a mágnes két ellentétesen felszerelt Sm2Co17 tárcsa. A mágneses tér homogenitását egy nagy permeabilitású FeNi ötvözet stabilizálja
- a mágneses tér a működés centrumában igen kis szögeltéréssel helyezkedik el. Ez kb. 10 mrad értékű (milliradián).
- a tekercs lengési amplitúdója 15 mm
- a tekercs lengési sebessége 1 mm/s
- a rendszer az értékek optikai leolvasását végző eszközzel közös házban helyezkedik el
- a vákuumban uralkodó nyomás 0,03 Pa-nál kisebb.
- az optikai rendszer a Michelson interferométer elve alapján működik, ez méri az amplitúdót is és a sebességet is.
- a fényforrás egy Nd:YAG lézer, amely 532 nm hullámhosszon működik, a jód két hiperfinom átmenetének megfelelő sugárzással.
- a Kibble-mérleget tartalmazó betontömb 64 tonna, a graviméter további 10 tonna tömegű
- a rendszer alatt az alapozás vibrációja kisebb, mint 0,76 mm/s² a 0,003 és 100 Hz közötti tartományban.
- a graviméter a nehézségi gyorsulás lokális értékét 10−9 mérési bizonytalansággal méri, s ez összemérhető a Planck-állandó mérési bizonytalanságával.
- a Planck-állandó értékének mérési bizonytalanságát a GUM (Guide for Understanding the Uncertainty in Metrology) szerinti B típusú kiértékeléssel (tehát számítással) határozzák meg.[4]

A feszültség a Josephson-feszültséggel áll kapcsolatban:
{\displaystyle U_{\mathrm {J} }=f_{\mathrm {J} }{\frac {h}{2e}}} ahol {\displaystyle f_{\mathrm {J} }} mikrohullámú frekvencia a számítás egyik állandója, ha h a Planck-állandó és e az elemi töltés nagysága.
Az áramerősség a kvantum-Hall effektus alapján:
{\displaystyle I={\frac {U'}{R}}={\frac {n'U_{\mathrm {J} }'}{rR_{\mathrm {K} }}}} ahol {\displaystyle R_{\mathrm {K} }=h/e^{2}} a von Klitzing állandó.
A kiértékeléshez szükséges végső összefüggés:
{\displaystyle U\,I={\frac {nn'}{r}}f_{\mathrm {J} }\,f_{\mathrm {J} }'{\frac {h}{4}}} ahol az n és n' dimenziómentes állandók. Az U I szorzat és a mért tömeg közti összefüggést a nehézségi gyorsulás és a lengőtekercs sebessége teszi meghatározhatóvá:
{\displaystyle m={\frac {UI}{gv}}.}
A számítások érdekessége, hogy nem az SI értékekből indulnak ki, hanem az ú.n. konvencionális valódi értékekből, amelyeket a 90-es index fejez ki (utalás az 1990-es évszámra):
{\displaystyle K_{\text{J}}^{2}R_{\text{K}}=K_{\text{J-90}}^{2}R_{\text{K-90}}{\frac {mgv}{U_{90}I_{90}}}.} ahol
{\displaystyle K_{\text{J}}} a Josephson-állandó, {\displaystyle R_{\text{K-90}}} a von Klizting állandó, {\displaystyle U_{90}} és {\displaystyle I_{90}} a feszültségnek és az áramerősségnek hagyományos mértékegységben mért értéke

## Magyarország szerepe
Magyarországot a CGPM 26. konferenciáján a magyar mérésügyi hatóság nevében Nagyné Szilágyi Zsófia képviselte, amelyen elfogadták a kilogramm új definícióját, és méréséhez a Kibble-mérleg használatát.
A Súly- és Mértékügyi Hivatal a következő intézmények magyarországi részvételét tartja nyilván:
- Budapest Fővárosi Kormányhivatal
- Magyar Kereskedelmi Engedélyezési Hivatal
- Nemzeti Akkreditáló Hatóság
- Magyar Szabványügyi Testület